# Бобарико, Евгений Викторович
Евге́ний Ви́кторович Бобари́ко (род. 3 февраля 1974, Горький) — советский и российский хоккеист; тренер по хоккею с шайбой.

## Биография
Воспитанник горьковской хоккейной школы. В 1991 году вошёл в состав «Торпедо», выступавшего в Высшей лиге чемпионата СССР, позже в чемпионате СНГ, в Межнациональной хоккейной лиге и Суперлиге чемпионата России. В сезоне 1997/1998 представлял также тольяттинскую «Ладу».
В драфт НХЛ 1993 года был выбран в 7-м раунде под общим 176-м номером клубом «Ванкувер Кэнакс».
Покинув по ходу сезона 2000/2001 «Торпедо», перешёл сначала в заволжский «Мотор», затем в московский «Спартак», игравшие в высшей лиге чемпионата России. Затем продолжил выступать в клубах этой лиги — воскресенском «Химике» (2001/2002), кстовском клубе «Лукойл-Волга» (2002/2003), кирово-чепецкой «Олимпии» (2003/2004) и орском «Южном Урале» (2004/2005).
В сезоне 2004/2005 также играл в белорусском чемпионате в составе клуба «Гомель». В следующем сезоне завершил игровую карьеру, вернувшись в кстовский клуб «Лукойл-Волга».
В составе юниорской сборной России стал бронзовым призёром чемпионата Европы среди юниорских команд 1992 года. В составе молодёжной сборной России стал бронзовым призёром чемпионата мира среди молодёжных команд 1993/1994.

## Тренерская карьера
После завершения игровой карьеры начал работать тренером. В сезоне 2008/2009 возглавил нижегородский женский хоккейный клуб «СКИФ» (с которым стал серебряным призёром чемпионата России среди женщин 2008/2009 и обладателем кубка европейских чемпионов (женщины) 2008/2009) и вошёл в тренерский штаб женской сборной России. Летом 2016 года назначен главным тренером женской молодёжной сборной России.
25 июля 2019 года назначен главным тренером женской сборной России по хоккею.
С октября 2020 года по 1 марта 2022 года — главный тренер петербургского женского хоккейного клуба «Динамо-Нева».

## Достижения

### Достижения игрока
- Бронзовый призёр чемпионата Европы среди юниорских команд 1992.
- Бронзовый призёр чемпионата мира среди молодёжных команд 1994.

### Достижения тренера
- Серебряный призёр чемпионата России среди женщин 2008/09.
- Обладатель Кубка европейских чемпионов (женщины) 2008/09[нем.].